# Ankerschiene

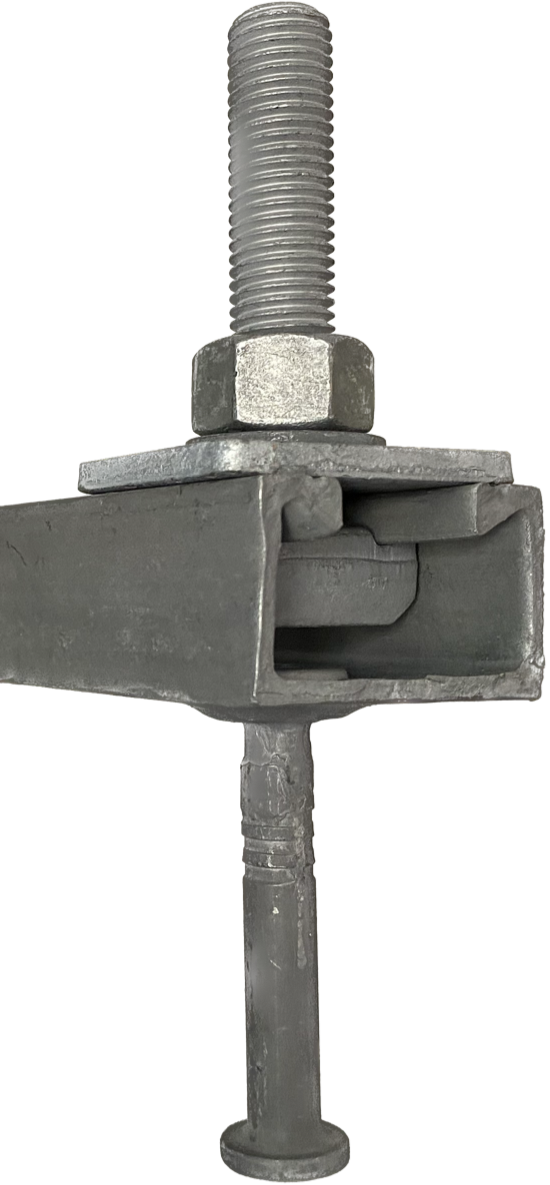
Ankerschiene, bestehend aus warmgewalztem Profil und vernietetem Anker, mit Spezialschraube

Die 1913 von Anders Jordahl erfundenen Ankerschienen werden in Stahlbetonelemente oberflächenbündig einbetoniert, um das Einsetzen von Spezialschrauben für die Befestigung von Komponenten zu ermöglichen.
Ankerschienen bestehen aus C-förmigen Schienen (offene Stahlprofile) und Ankern (meist Kopfbolzen), die mittels Verschweißung oder Vernietung/Verschmiedung verbunden sind. Um das Eindringen von Beton in den Schieneninnenraum während des Betonierens zu verhindern, werden Ankerschienen mit einem Füller versehen.
Zum System gehören T-förmige Schrauben, die im Regelwerk Spezialschrauben genannt werden. Sie werden wegen ihrer Form und Funktion auch Hammerkopfschrauben, Kerbzahnschrauben oder Hakenkopfschrauben genannt. Die Spezialschrauben werden nach der Entfernung des Füllers in die Ankerschiene eingesetzt. Sie sind vor ihrem Anziehen zur Befestigung einer Komponente entlang der Schiene verschiebbar und erlauben damit Justierungen – entweder zum Ausgleich von Bautoleranzen oder weil zum Zeitpunkt der Planung der genaue Befestigungsort noch nicht bekannt war oder wegen einer Änderung der Nutzung.

## Arten
Abhängig von der Fertigungsmethode der offenen Profile wird zwischen warmgewalzten und kaltgeformten Ankerschienen unterschieden.
Je nach Anwendung und Umgebungsbedingung (korrosive Umgebung), sind Ankerschienen und Spezialschrauben aus galvanisch verzinktem, feuerverzinktem oder nichtrostendem Stahl erhältlich.
Ankerschienen und Spezialschrauben können entweder glatt oder gezahnt sein. Letztere ermöglichen die Lastaufnahme in Längsrichtung mittels Formschluss, was insbesondere bei seismischen und dynamischen Beanspruchungen vorteilhaft sein kann.

## Geschichte

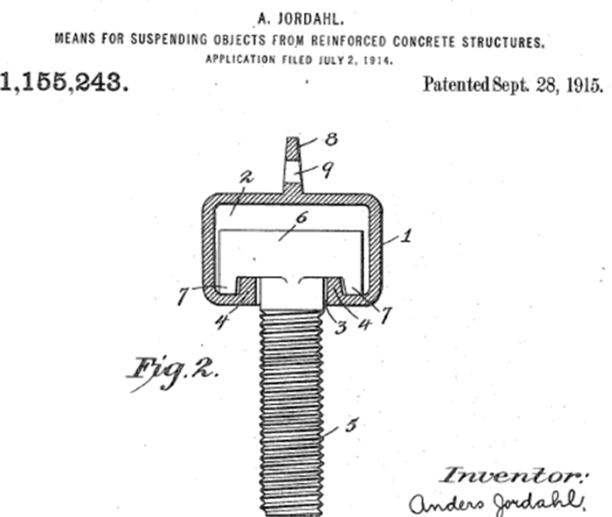
Patentzeichnung Anders Jordahl: Ankerschiene mit Spezialschraube (United States Patent and Trademark Office, 1,155,243)

Die Beton- und Eisenbetonbauweise Anfang des 20. Jahrhunderts erforderte neue Möglichkeiten zur Befestigung von verschiedenen Komponenten an Stahlbetonelemente. Für leichtere Lasten wurden trapezförmige Leisten aus Holz mit abgewinkelten Nägeln einbetoniert. Höhere Lasten konnten nur mit speziellen Klauen befestigt werden, wenn Stahlträger einbetoniert waren. Eine weitere Entwicklung waren S-förmige Stahlträger, in die Hakenschrauben eingehängt wurden. Um eine von einbetonierten Stahlträgern unabhängige Befestigung in Stahlbetonelementen zu ermöglichen, entwickelte Anders Jordahl – deutscher Vertreter für das System Kahn (Kahneisen), einem Produkt der Truscon von Albert Kahn und Julius Kahn – 1913 ein durch Bügel zurückgehängtes, C-förmiges „geschlitztes Bewehrungseisen“ mit T-förmigen Hakenkopfschrauben. Das System wurde in den folgenden Jahren in mehreren Ländern patentiert. Seit 1925 wird die Bezeichnung „Ankerschiene“ verwendet und eine industrielle Produktion durchgeführt. Es folgten bis zur Gegenwart Weiterentwicklungen von den unterschiedlichen Herstellerfirmen.

## Vorschriften
Ankerschienen und Spezialschrauben werden in Europa auf Basis der EAD 330008-XX-0601 qualifiziert und auf der Basis der EN 1992-4 bemessen. In den USA wird das System auf Basis der AC232 qualifiziert und auf der Basis der AC232 und des ACI 318 bemessen. Die Qualifizierung wird in Europa durch eine Europäische Technische Bewertung (ETA) und in den USA durch einen Evaluation Service Report (ESR) zertifiziert. Diese Spezifikationen enthalten auch die für die Bemessung benötigten, produktspezifischen Parameter, die im Zuge des Zulassungsverfahrens ermittelt wurden.
Das Regelwerk in Europa und in den USA ist nahezu identisch. In Ländern, die sich hinsichtlich Befestigungen im Beton am europäischen Regelwerk orientieren (beispielsweise Malaysia, Singapur, Australien) werden ETAs und in Ländern, die sich hinsichtlich Befestigungen im Beton am US-amerikanischen Regelwerk orientieren (beispielsweise Kanada, Mexiko, Indonesien, Südkorea, Taiwan, Neuseeland) werden ESRs akzeptiert und referenziert.

## Anwendungen
Ankerschienen dienen beispielsweise der Befestigung von Betonfertigteilen, Versorgungsleitungen, Verblendmauerwerk, Stahlbetonfassaden, Konsolen, Aufzugsführungsschienen, Vordächern oder anderen Komponenten, z. B. aus dem Anlagenbau. Gebogene Schienen werden im Tunnelbau, z. B. in Tübbingen, für die Befestigung von Medien oder Fahrdraht verwendet. Je nach Produktsortiment des Herstellers können für unterschiedlichste Konstruktionen mit verschiedenen Ansprüchen an Tragfähigkeit, Brandschutz und Korrosionsschutz passende Ankerschienen verwendet werden.